# Rostwangen-Nachtschwalbe
Die Rostwangen-Nachtschwalbe (Caprimulgus rufigena) ist eine Vogelart aus der Familie der Nachtschwalben (Caprimulgidae).
Sie wurde früher als konspezifisch mit der Zügelnachtschwalbe angesehen. Beide Arten sind mit dem Ziegenmelker (Caprimulgus europaeus) eng verwandt.
Sie kommt in Subsahara-Afrika vor. Die Rostwangen-Nachtschwalbe ist ein Zugvogel und verbringt die Brutzeit in Angola, Botswana, Mosambik, Namibia, Sambia, Simbabwe und Südafrika. Sie überwintert im Osten Kameruns, Nigerias, im Süden Sudans, des  Tschad und in der Demokratischen Republik Kongo, Republik Kongo und im Westen der Zentralafrikanischen Republik.
Ihr Verbreitungsgebiet umfasst offene baumbestandene Savanne, Miombo, Waldränder und Lichtungen, semiaride Akazien-bestandene Lebensräume.

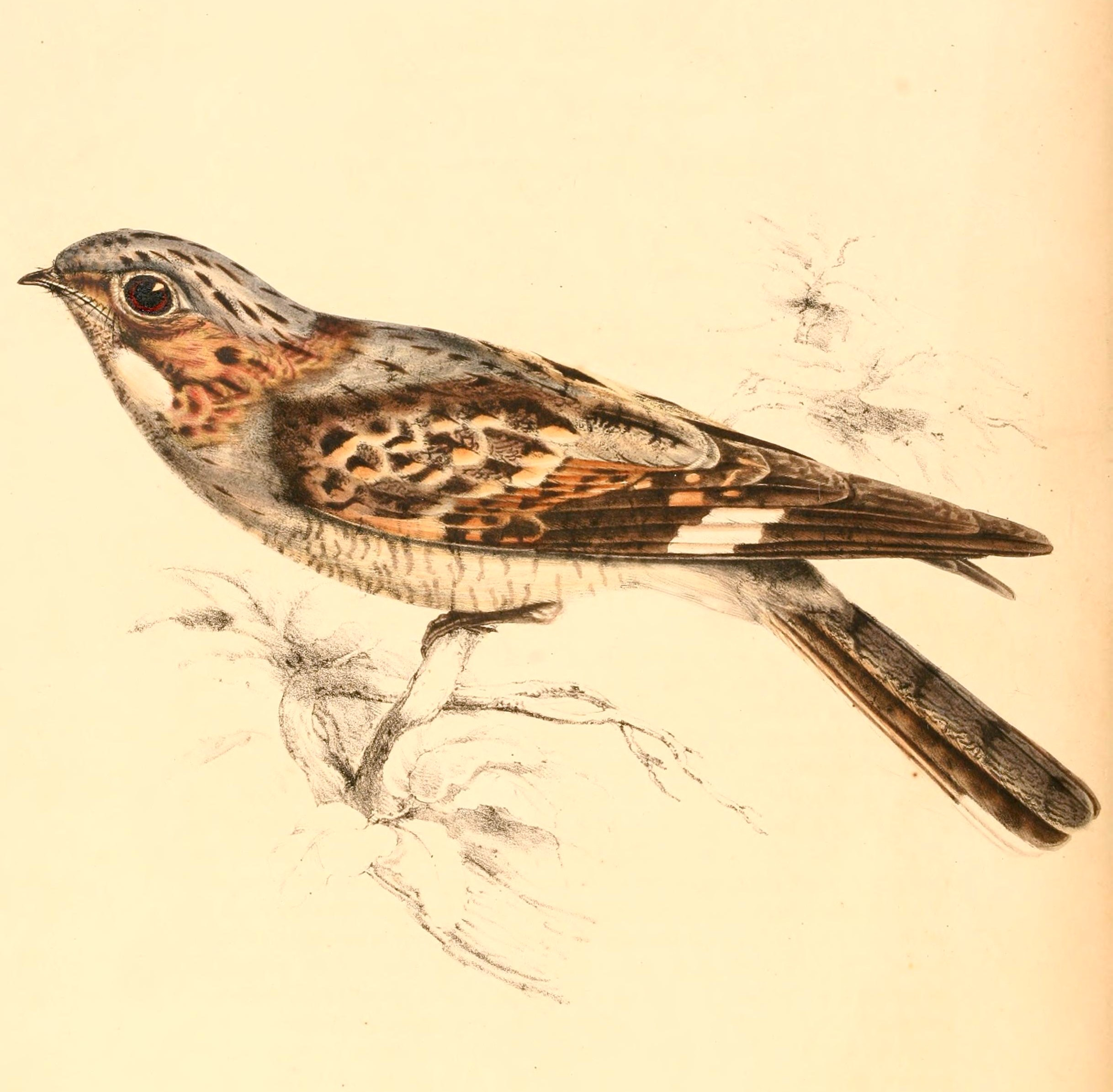
Rostwangen-Nachtschwalbe, Illustration

## Geografische Variation
Es werden folgende Unterarten anerkannt:
- C. r. damarensis Strickland, 1853 – Westen Angolas, Namibia (ohne Küstenstreifen), Botswana und Nordwesten Südafrikas
- C. r. rufigena A. Smith, 1845, Nominatform – Südosten Angolas, Sambia, Simbabwe und Osten Botswanas bis Südafrika, eventuell auch im Süden Mosambiks

## Beschreibung
Die Rostwangen-Nachtschwalbe ist 23 bis 24 cm groß, das Männchen wiegt zwischen 48 und 65, das Weibchen zwischen 46 und 66 g. Die Oberseite ist graubraun, schwarzbraun gestreift, ein schmales Nackenband ist gelbbraun. Der Scheitel ist hellgrau. Beim Männchen finden sich größere cremefarbene Flecken auf den vier Handschwingen und relativ große weiße Ecken auf den äußeren Steuerfedern.

## Stimme
Der Ruf des Männchens wird als gleichmäßiges, andauerndes Schnurren beschrieben, oft mit einem  „a-whoop“ beginnend.

## Lebensweise
Die Nahrung besteht aus Nachtfaltern, Käfern und anderen Insekten.
Die Brutzeit liegt zwischen September und November in Angola und Sambia, bis Januar in Botswana, zwischen September und Dezember in Simbabwe und Südafrika. Die Art lebt monogam.

## Gefährdungssituation
Die Rostwangen-Nachtschwalbe gilt als nicht gefährdet (Least Concern).